# خوان بابلو دي بايس
خوان بابلو دي بايس (بالإسبانية: Juan Pablo Di Pace)‏ هو عارض وممثل أرجنتيني، ولد في 25 يوليو 1979 ببوينس آيرس في الأرجنتين.

## أفلام
- (2005) جزيرة البقاء
- (2008) ماما ميا![5][6][7][8]

## وصلات خارجية
- خوان بابلو دي بايس على موقع IMDb (الإنجليزية)
- خوان بابلو دي بايس على موقع ألو سيني (الفرنسية)
- خوان بابلو دي بايس على موقع قاعدة بيانات الفيلم (الإنجليزية)